# Санта Коломба (Пиза)
Санта Коломба је насеље у Италији у округу Пиза, региону Тоскана.
Према процени из 2011. у насељу је живело 433 становника. Насеље се налази на надморској висини од 62 м.